# Domesticación de las mujeres
La domesticación de las mujeres se refiere a los roles y expectativas sociales que restringen su libertad y autonomía, limitándose al ámbito del hogar y la crianza. Es importante señalar que este fenómeno no afecta de igual manera a todas las mujeres, pues el nivel de restricción y subordinación varía según su contexto social, económico y racial.
La domesticación implica no solo la asignación de tareas, sino también la normalización de una serie de comportamientos y valores que refuerzan el control y subordinación de las mujeres, manteniéndose en una posición de dependencia y relegando su potencial fuera de la esfera pública y profesional.

## Inicio de la domesticación
En las sociedades de cazadores-recolectores de la prehistoria, los hombres y mujeres tenían roles complementarios y relativamente igualitarios. Las mujeres eran recolectoras, desempeñaban un papel fundamental en la supervivencia del grupo y tenían una cierta autonomía dentro de sus comunidades. Sin embargo, a medida que las sociedades comenzaron a asentarse y a desarrollar la agricultura, surgieron divisiones de género más estrictas, y la domesticación de la mujer comenzó a tomar forma, relegándola al ámbito privado.
Con el surgimiento de las primeras civilizaciones organizadas, como Mesopotamia, Egipto, Grecia y Roma, el control y la subordinación de las mujeres se consolidaron a través de leyes y prácticas religiosas.Las mujeres se consideraban una extensión de sus maridos o padres y se esperaba que cumplieran con roles domésticos y de cuidado.
Durante la Edad Media la domesticación de las mujeres fue consolidada y legitimada principalmente por la iglesia católica en Europa. La doctrina establecía que tenían que ser sumisas y obedientes a sus esposos, y se promovía la idea de la "esposa virtuosa" dedicada a su hogar y familia. La figura de Eva en la Biblia se usaba para justificar la sumisión femenina, considerando a la mujer como una fuente de pecado y debilidad moral.

## La quema de brujas como una herramienta de disciplinamiento

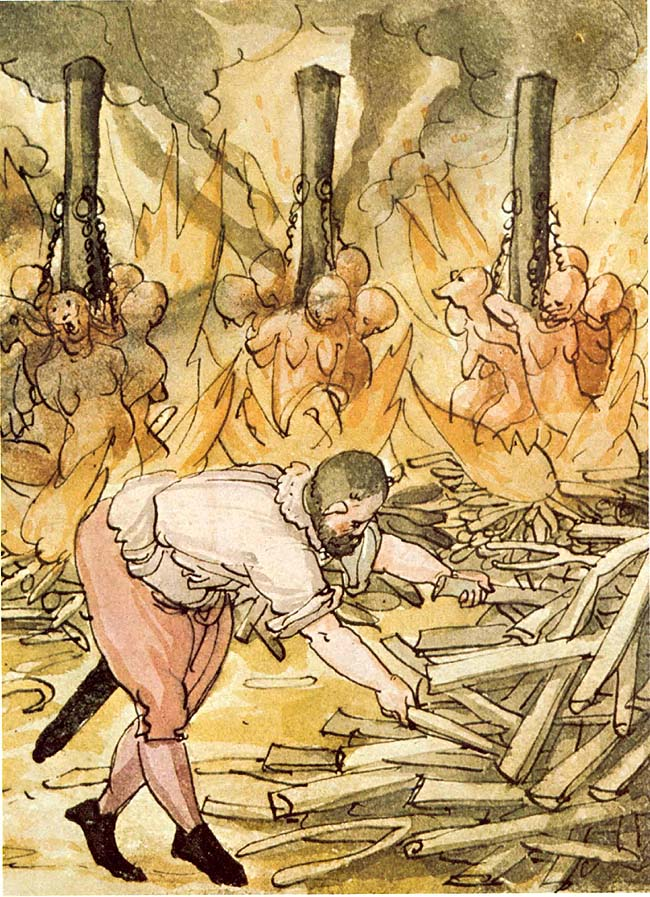
Quema de brujas

La activista feminista y escritora Silvia Federici describe la caza de brujas como un fenómeno que no solo consolidó la supremacía masculina, sino que también generó un profundo temor en los hombres hacia las mujeres, viéndolas incluso como una amenaza para la supervivencia del sexo masculino.
La persecución y quema de brujas en Europa comenzó a principios del siglo XV y se extendió por aproximadamente 300 años. Las principales víctimas fueron mujeres campesinas, y el relato de estos hechos, elaborado en su mayoría por hombres y con el respaldo del poder eclesiástico, contribuyó a desvirtuar la imagen de las víctimas. Estas fueron presentadas como “fracasos sociales”, lo que proporcionó una falsa justificación para este genocidio. En realidad, la caza de brujas representó una estrategia para eliminar y someter a quienes desafiaban las estructuras de poder, particularmente a aquellas mujeres que ponían en cuestión el orden patriarcal y las primeras fases del capitalismo.
Este proceso fue clave en la construcción de una división radical entre hombres y mujeres, en la que los hombres comenzaron a temer el poder potencial de las mujeres sobre su propia autonomía. Al mismo tiempo, se despojaron a las mujeres de prácticas y creencias que eran vistas como incompatibles con el nuevo orden capitalista.
El punto álgido de la caza de brujas tuvo lugar entre 1580 y 1630, coincidiendo con la consolidación del capitalismo mercantil. Esta persecución fue fundamental para la construcción ideológica del patriarcado, que colocó los cuerpos de las mujeres, su reproducción, su placer y su trabajo bajo el control del Estado, transformándolos en recursos económicos. La propaganda de la caza de brujas buscaba imponer un nuevo modelo de comportamiento femenino, orientado a su integración en el orden patriarcal, eliminando cualquier forma de resistencia y marginando las conductas que no se alineaban con los valores del sistema capitalista.

## Trabajo doméstico
A lo largo de la historia, diferentes mecanismos han contribuido a la domesticación de la mujer, las leyes y regulaciones sociales a menudo han definido el papel de la mujer en función de su relación con el hombre (como esposa o madre), limitando su derecho a la propiedad, a la educación y a la participación política.La asignación de roles laborales ha sido clave en la domesticación de la mujer. A las mujeres se les asignaron tareas relacionadas con el hogar y el cuidado de los hijos, mientras que los hombres asumieron roles productivos fuera del hogar, lo que les dio mayor acceso al poder económico y político. La domesticación de la mujer también se ha manifestado en el control de su sexualidad, mediante prácticas como la imposición de la virginidad hasta el matrimonio, el matrimonio arreglado, y la condena de la libertad sexual femenina. Este control buscaba garantizar la "pureza" de la mujer y su fidelidad en función de las estructuras familiares patriarcales.
La domesticación de la mujer ha tenido un profundo impacto en la vida de las mujeres y en la sociedad en general. Al confinar a las mujeres al ámbito doméstico, la sociedad ha limitado su potencial y su contribución en áreas como la política, la economía, la ciencia y las artes. Además, esta asignación de roles ha dado lugar a la devaluación del trabajo doméstico y de cuidado, trabajo que se ha considerado "invisible" y no remunerado, a pesar de ser fundamental para el bienestar de la sociedad.
Este comportamiento crea barreras que limitan el acceso de las mujeres a la educación, el empleo y la toma de decisiones. Las expectativas de que las mujeres deben asumir todas las responsabilidades del hogar han llevado a que muchas experimentan una sobrecarga de trabajo, al tener que equilibrar estas responsabilidades con sus carreras y vida personal.Este fenómeno también está relacionado con la brecha salarial y la falta de representación femenina en posiciones de liderazgo en el ámbito laboral y político.

## Interseccionalidad y domesticación
La socióloga feminista Christine Delphy, durante los años 70, considera las bases del trabajo doméstico no-remunerado partiendo del concepto de opresión y las relaciones de dominación que se desarrollan en sociedad. En este ámbito se plantea un sistema de segregación constante, donde el grupo dominante es reconocido como la “normalidad”, resultando en una serie de relaciones jerárquicas que atraviesan a cada persona de manera diferente, así un individuo puede encontrarse en el aspecto dominante por su color de piel mientras es dominado por su género. Para las pensadoras feministas, se posiciona al patriarcado como el principal sistema de dominación, que es a su vez atravesado por otros tipos de dominación como el racial y el clasista, atribuyendo a cada grupo ciertos rasgos para justificar su opresión. 
Con la aparición de la burguesía, se comenzó a considerar a los hogares como un espacio importante de intersección de opresiones donde se desenvolvieron con frecuencia relaciones de dominación-opresión. Con la falta de reconocimiento del trabajo doméstico como trabajo productivo, durante el periodo colonial surge el concepto del “ama de casa”, donde las mujeres fueron reducidas a la vida doméstica, sin embargo, es importante resaltar el papel de mujeres inmigrantes que formaban parte de la clase trabajadora y de manera secundaria eran también “amas de casa”, esto es considerado como una “doble jornada”, donde las mujeres forman parte activa de la economía a la vez que se ven obligadas a cumplir con el trabajo de cuidados del hogar, siendo este el caso de muchas mujeres negras, que se encargaban de las labores de sus hogares mientras también atendían las tareas domésticas de otras mujeres, dando lugar a la intersección de más de un tipo de opresión.
Actualmente, las mujeres continúan siendo atravesadas por diferentes relaciones de dominación-opresión, especialmente dentro de los hogares, y es en este sentido, que se entiende la abolición del trabajo doméstico como una tarea exclusiva de las mujeres como un punto clave para la liberación femenina y el reconocimiento de los entramados que se crean entre las luchas por la justicia social.

## Situación actual
Hoy en día, la demanda de trabajo en el ámbito doméstico sigue creciendo, en un entorno marcado por desigualdades y privilegios que no se pueden ignorar. Esto plantea una pregunta: ¿El reconocimiento del valor del trabajo doméstico diario podría influir en una mayor apreciación del servicio doméstico, o al revés? Superar las opresiones de género, clase y raza requiere transformaciones profundas de un sistema capitalista, patriarcal y colonialista. Hacer visibles estos temas y sus contradicciones resulta crucial para reflexionar sobre soluciones y cambios, incluso en el corto plazo.
Aunque el rol de la mujer en la sociedad ha cambiado significativamente en las últimas décadas, los efectos de la domesticación histórica siguen siendo visibles. En muchos países, las mujeres enfrentan presiones para equilibrar las responsabilidades domésticas con sus aspiraciones profesionales, y a menudo reciben menor apoyo para lograrlo. Además, las mujeres siguen siendo vistas como las principales responsables del cuidado de los hijos y de los adultos mayores, lo que limita sus oportunidades de desarrollo.